# 300 millones
300 millones fue un programa de Televisión Española, dirigido por Gustavo Pérez Puig y realizado por Pedro Amalio López, Enrique Martí Maqueday y Jorge Horacio Fernández, que se emitió entre 1977 y 1983. 

## Formato
Se trataba de un programa de variedades con actuaciones musicales, entrevistas, reportajes y concursos. La particularidad, y de ahí el nombre del programa, es que se emitía para todos los países miembros de la Organización de Telecomunicaciones Iberoamericanas (OTI) vía satélite, desde Estados Unidos a Chile, además de Guinea Ecuatorial en África.

## Difusión
El programa era emitido en los países de Latinoamérica, el Caribe y Guinea Ecuatorial. Además, era ampliamente difundido en Estados Unidos, a través de la cadena SIN (actual Univisión). Las únicas excepciones se produjeron en la etapa final del programa, en que no se emitía en Guatemala, debido al asalto a la embajada española en ese país que había ocurrido el 31 de enero de 1980, y Argentina, porque lo estaban emitiendo a las 12 de la noche de los domingos, un horario demasiado marginal (aunque esta circunstancia se dio también en algún otro canal a lo largo de la historia del programa). La televisión estatal japonesa NHK llegó a interesarse por el programa.[cita requerida]
Se realizaban tres versiones del mismo: una para España que duraba entre 55 y 58 minutos, otra para Estados Unidos y Puerto Rico que duraba 57 minutos y medio, y una última versión para el resto de países, que no superaba los 62 minutos y que era exactamente igual a la versión española pero añadiéndole unos tres minutos dedicados al fútbol.
En el caso de Perú, fue emitido por el Canal 7, inicialmente en vivo y luego una hora diferida.
En el caso de Filipinas, se llegó a emitrise por la emisora Republika Broadcasting Systems (hoy GMA Network.

## Presentadores
A lo largo de los años, contó con numerosos presentadores, como Jana Escribano (1977), Ricardo Fernández Deu (1977), Ladislao Azcona (1977), Guadalupe Enríquez (1977-1983), Tico Medina (1978-1983), Paca Gabaldón (1977-1978), José Antonio Plaza (1978), Alfredo Amestoy (1977-1981), Kiko Ledgard (1978-1979), Marisa Abad (1979), Pepe Domingo Castaño (1979-1983), Lola Martínez (1981-1982) y Cristina García Ramos (1982).
Para la edición de Perú, contó con la participación de Silvia Maccera.